# لاسلو بارشی (وزنه‌بردار)
لاسلو بارشی (مجاری: László Barsi؛ زادهٔ ۱۶ ژوئیهٔ ۱۹۶۲) وزنه‌بردار اهل مجارستان بود.